# Fernell Franco
Fernell Franco (Versalles (Valle del Cauca), 20 de junio de  1942 - Cali, 2 de enero de 2006) fue un fotógrafo colombiano pionero en el campo de la fotografía artística en el país.

## Biografía
Debido a la violencia bipartidista que tuvo lugar en Colombia durante esa época, Franco y su familia son forzados a emigrar hacia la ciudad de Cali. Franco es considerado como uno de los primeros artistas colombianos desplazados por la violencia. 
Su interés por la fotografía surgió cuando en 1963 entró a trabajar como mensajero para el estudio fotográfico Foto Arte Italia, lo que le llevó a comprarse una cámara y empezar a hacer fotografías. De los primeros trabajos que realiza como fotógrafo fue el de registro de los transeúntes en el Puente Ortiz de Cali y fotografías de identidad para la registraduría nacional. Posteriormente empezó a trabajar como asistente y a colaborar con el periódico El País de Cali. En 1965 entró a trabajar en el Diario de Occidente dedicándose a la fotografía de prensa hasta que en 1970 decidió dedicarse a la fotografía publicitaria trabajando para la agencia de Hernán Nichols junto a Carlos Duque. En la agencia empieza a trabajar como fotógrafo de moda, alimentando del trabajo que veía en revistas como Vogue. Paralelo a su trabajo en publicidad, Franco empieza a trabajar en su primera serie de fotografía artística titulada "Prostitutas".
En 1973 fue nombrado director de fotografía de la Revista Cromos en Bogotá con la que realizó diversos trabajos, pero que pronto abandonó.
En 1976 recibió una mención en el Salón Nacional de Artistas de Colombia, por una fotografía de la serie "Interiores". Otras series que ha realizado han sido "Demoliciones" y "Álbumes de la ciudad". Entre los premios que obtuvo se encuentran el obtenido en la Primera Bienal de Arte de La Habana en 1984 y el Premio Colombiano de Fotografía en 2001. 
En 1972 realizó una exposición con una serie de fotografías sobre las prostitutas de la ciudad de Cali que a título póstumo se ha revisado para participar en PHotoEspaña de 2011. Parte de esta serie forma parte de la colección del Museo Nacional Centro de Arte Reina Sofía.

## Obra
La obra de Franco gira principalmente alrededor de las problemáticas por las que estaba pasando la ciudad de Cali empezando en la década del 70. Su primera exposición tuvo lugar en Ciudad Solar en 1972 en donde presentó la serie Prostitutas. Ciudad Solar fue un espacio cultural independiente dirigido por los integrantes del Grupo de Cali que se convirtió en un importante centro artístico en la ciudad. Esta serie documentó mujeres que trabajaban como prostitutas en la ciudad de Buenaventura (Colombia). Lo innovador de las fotografías fue la forma de presentar a sus modelos y de manipular las imágenes. Franco intervino las fotos, haciendo montajes que evocaban efectos cinematográficos y sobreexponiendo partes de las imágenes. La idea original de la exposición era presentar las imágenes junto al sonido de salsa en el fondo de la exposición.

## Exposiciones
- Fernell Franco: Amarrados [Bound], Americas Society, New York (17 de septiembre de 2009 - 23 de enero de 2010)
- Fernell Franco. Cali clair-obscur, Fondation Cartier pour l’art contemporain, Paris (6 de febrero - 5 de junio de 2016)
- Salón de Arte Joven Museo Zea, Medellín, Colombia (1975)
- Galería Petter Eggen, Cali, Colombia (1975)
- Salón de Artistas vallecaucanos. Cali, Colombia (1975)
- Salón Nacional – Abril Artístico, Universidad de Antioquia, Medellín, Colombia, (1975)